# یواس‌اس بلمونت (ای‌جی‌تی‌آر-۴)
یواس‌اس بلمونت (ای‌جی‌تی‌آر-۴) (به انگلیسی: USS Belmont (AGTR-4)) یک کشتی بود که طول آن ۴۵۵ فوت (۱۳۹ متر) بود. این کشتی در سال ۱۹۴۴ ساخته شد.